# Munditia tasmanica
Munditia tasmanica is een slakkensoort uit de familie van de Liotiidae. De wetenschappelijke naam van de soort is voor het eerst geldig gepubliceerd in 1875 door Tenison Woods.